# Campeonato de Oceanía de Judo de 1970
El III Campeonato de Oceanía de Judo se celebró en Numea (Francia) en 1970 bajo la organización de la Unión de Judo de Oceanía.
En total se disputaron seis pruebas diferentes, todas ellas en la categoría masculina.

## Resultados

### Masculino
| Evento            | Oro                         | Plata                    | Bronce |
| ----------------- | --------------------------- | ------------------------ | ------ |
| –63 kg            | David Givney Australia      | Robin Moffitt Australia  | —      |
| –70 kg            | Douglas Churchill Australia | P. Nash Australia        | —      |
| –80 kg            | Gary Ward Australia         | Bill Broadhead Australia | —      |
| –93 kg            | Alex Bijkerk Australia      | Andy Buchanan Australia  | —      |
| +93 kg            | Lou Scholer Australia       | L. Edwards Australia     | —      |
| Categoría abierta | Andy Buchanan Australia     | Gary Ward Australia      | —      |

## Medallero
| Núm. | País      | Oro | Plata | Bronce | Total |
| ---- | --------- | --- | ----- | ------ | ----- |
| 1    | Australia | 6   | 6     | 0      | 12    |
|      | TOTAL     | 6   | 6     | 0      | 12    |